# Krishnapur
Krishnapur är en ort i Indien.   Den ligger i distriktet Hugli och delstaten Västbengalen, i den östra delen av landet, 1 300 km sydost om huvudstaden New Delhi. Krishnapur ligger 13 meter över havet och antalet invånare är 7 325.
Terrängen runt Krishnapur är mycket platt. Runt Krishnapur är det mycket tätbefolkat, med 10 000 invånare per kvadratkilometer. Närmaste större samhälle är Calcutta, 15,3 km sydost om Krishnapur. Runt Krishnapur är det i huvudsak tätbebyggt.